# Finale della Coppa Libertadores 2016
La finale della 57ª edizione della Coppa Libertadores vide affrontarsi, in gare di andata e ritorno, i colombiani dell'Atlético Nacional di Medellín e gli outsider ecuadoriani dell'Independiente del Valle di Sangolquí.
Dalla doppia sfida uscirono vincitori i Criollos, che si aggiudicarono il trofeo al termine di due incontri molto equilibrati: dopo l'1-1 maturato in Ecuador, a Medellín i biancoverdi prevalsero di misura, aggiudicandosi la seconda Coppa Libertadores della propria storia, la prima dal 1989.
Il Nacional si qualificò dunque di diritto sia alla Coppa del Mondo del 2016, sia alla Recopa Sudamericana 2017 (poi vinta).
Per la prima volta dal 1991, la finale della Libertadores non vide la partecipazione di squadre provenienti dall'Argentina o dal Brasile. In questo senso, erano 8 anni che il torneo non veniva vinto da club estranei a questi due Paesi.

## Le squadre
| Squadre                 | Partecipazioni precedenti (il grassetto indica la vittoria) |
| ----------------------- | ----------------------------------------------------------- |
| Independiente del Valle | Nessuna                                                     |
| Atlético Nacional       | 2 (1989, 1995)                                              |

## Sede
Il format della competizione prevedeva la disputa della finale in partite di andata e ritorno, una volta a testa in casa dell'avversaria.

## Il cammino verso la finale

### Independiente del Valle

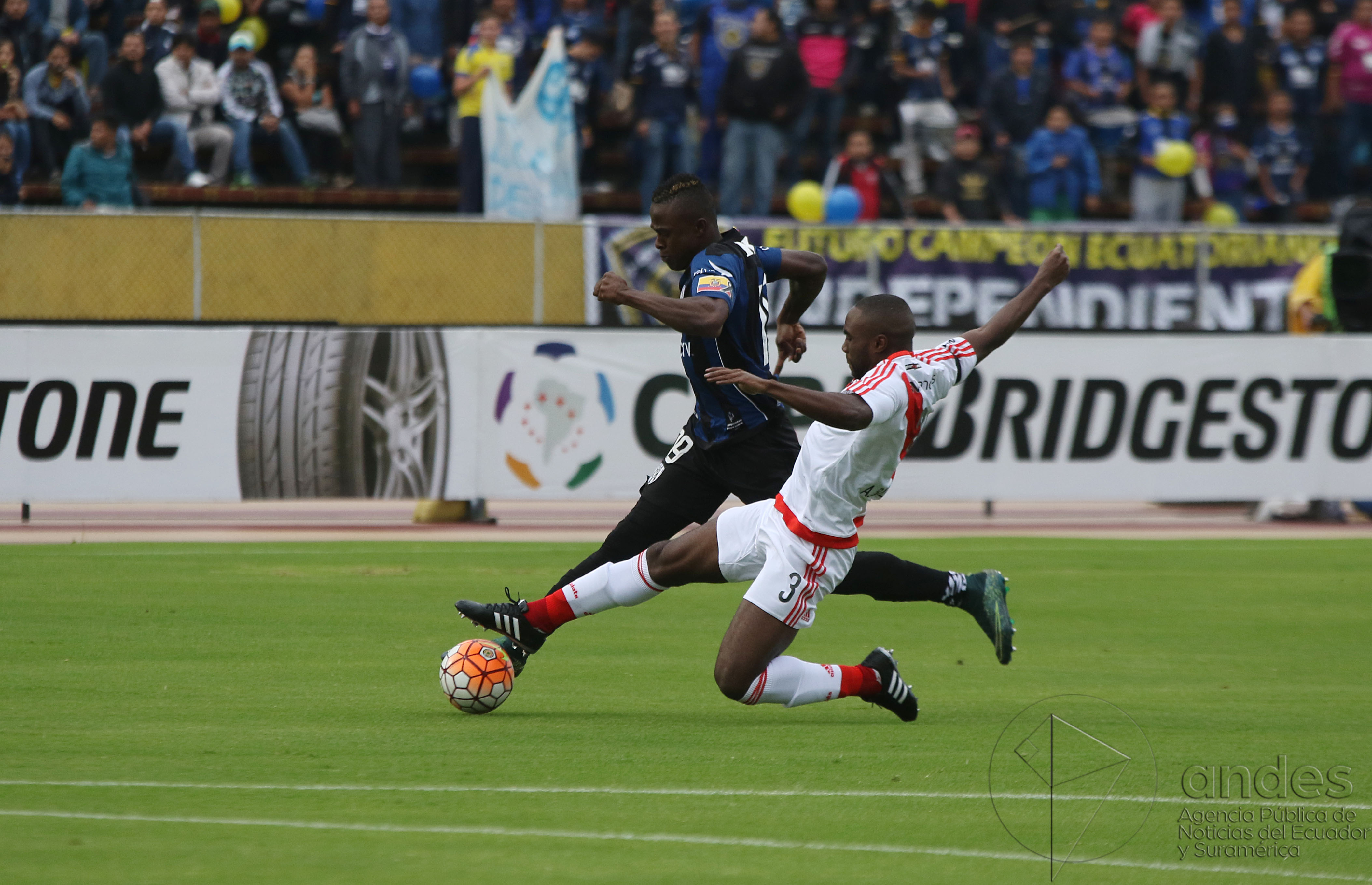
La sfida d'andata contro il River Plate, terminata 2-0 per l'Independiente.

I neroblu presero parte al torneo per il rotto della cuffia, non possedendo i requisiti per accedervi di diritto (non avevano, infatti, disputato la finale del campionato 2015) ma essendo la miglior piazzata nella classifica unita, ottenendo pertanto la qualificazione alla Coppa Libertadores a partire dal primo turno. Opposto all'Independiente, a giocarsi il pass per la fase finale venne la squadra paraguaiana del Club Guaraní, sconfitta grazie alla regola del gol fuori casa.

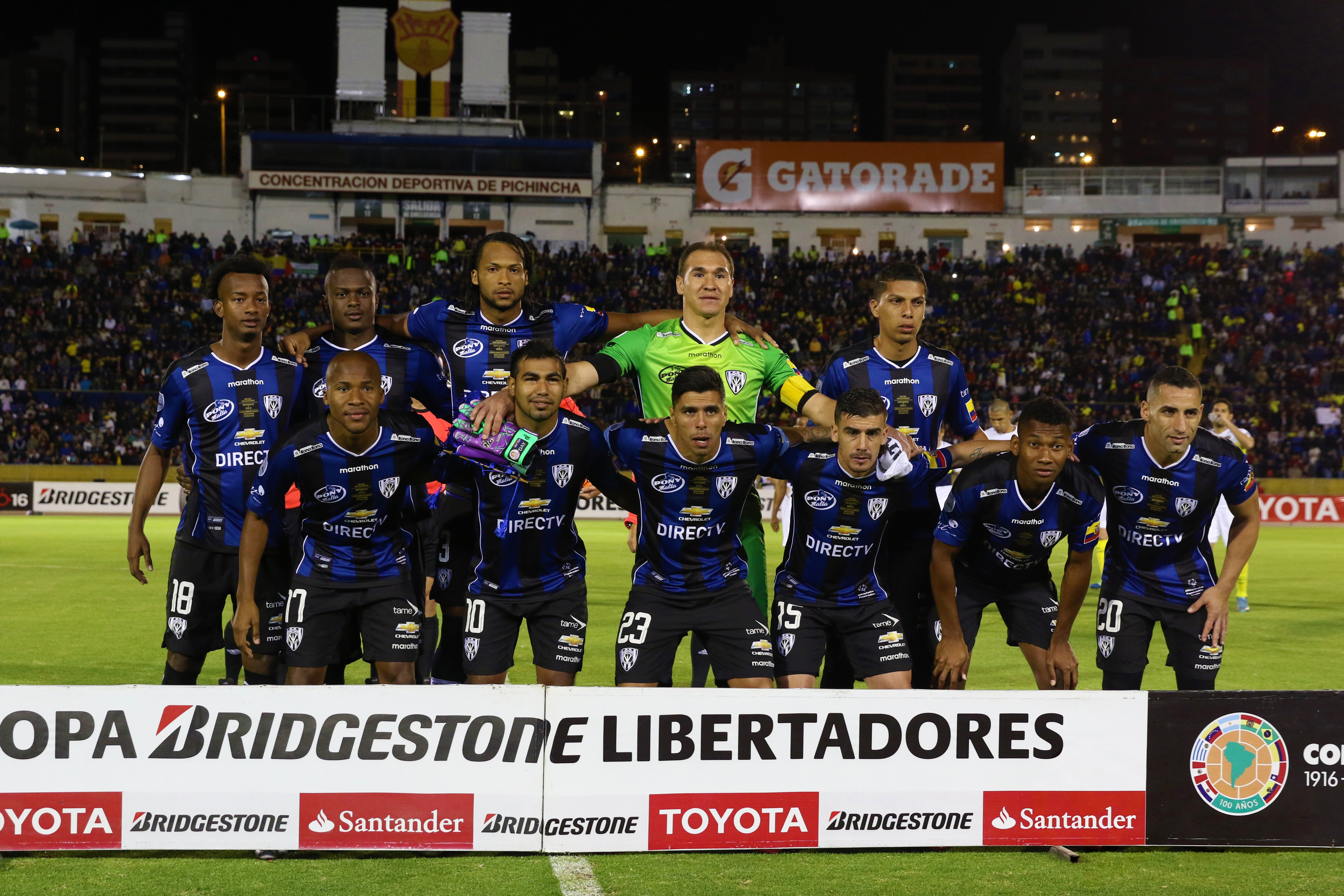
La formazione neroblu in posa per la foto di rito prima della semifinale d'andata.

Nel girone eliminatorio, la fortuna non sorrise agli ecuadoriani, i quali capitarono nel "gruppo della morte", il numero 5, con Colo-Colo e Atlético Mineiro, più la "cenerentola" Melgar. L'esordio, tuttavia, fu incoraggiante, poiché al Rumiñahui la sfida contro i giganti cileni terminò sul punteggio di 1-1. Il primo gol nella competizione per l'Independiente venne segnato dal mediano Jefferson Orejuela al minuto 66, che fissò definitivamente il risultato sul pareggio. Anche dopo la sconfitta patita in Brasile alla seconda giornata (1-0 al Raimundo Sampaio contro il Mineiro) l'Independiente continuò a stupire, infilando tre vittorie in fila: 1-0 in trasferta contro il Melgar, 2-0 contro i peruviani al ritorno e la rivincita contro l'Atlético, battuto 3-2 in Ecuador alla quinta giornata, grazie ad un formidabile primo tempo dei locali, che andarono al riposo sul 3-1. Grazie al pareggio (0-0) ottenuto all'ultima giornata nella bolgia dell'Estadio Monumental contro il Colo-Colo, l'Independiente si qualificò con grande sorpresa dei più alla fase a eliminazione diretta (secondo nel girone con 11 punti, a +2 proprio sul popular terzo).
Come accaduto con il sorteggio dei gruppi, però, la sorte voltò le spalle ai negriazul, che si trovarono a dover affrontare i molto più quotati argentini nonché detentori del trofeo del River Plate agli ottavi di finale. Nonostante il pronostico più che a favore, e merito anche della spinta dei 35 000 tifosi locali che giunsero sugli spalti dell'Olimpico di Quito, i Millionarios caddero incredibilmente per 2-0 nella partita di andata, rendendo del tutto inutile la vittoria per 1-0 ottenuta al ritorno.
La misteriosa magia degli ecuadoriani non si fermò neppure ai quarti, davanti ai vincitori della precedente edizione dell'Apertura messicana dell'UNAM, che vennero sconfitti ai tiri di rigore dopo aver perso per 2-1 l'andata e vinto con il medesimo risultato il ritorno.
Per la prima volta nella sua storia l'Independiente approdava alle semifinali di Libertadores, che giocò contro i campioni d'Argentina in carica del Boca Juniors. Anche se il risultato sembrasse già scritto, i negriazul approcciarono molto bene la gara d'andata, vincendo 2-1 fra le mura amiche e preparandosi ad affrontare la difficilissima trasferta a Buenos Aires in "assetto commando". Nonostante lo stadio estremamente ostico, al ritorno i neroblu riuscirono addirittura a vincere 3-2, eliminando il Boca e accedendo alla prima finale della propria storia.

### Atlético Nacional
In qualità di vincitore del Torneo di Finalización della Categoría Primera A del 2015, il Nacional ebbe il diritto di partecipare alla Coppa Libertadores 2016 a partire dalla fase a gironi.
I verdolagas capitarono nel gruppo 4, con l'Huracán, gli uruguaiani del Peñarol e i peruviani dello Sporting Cristal. La prima partita si concluse con una vittoria del Nacional, che prevalse 2-0 al Palacio contro gli argentini, e fu positivo anche l'esordio in casa, un secco 3-0 ai danni dello Sporting Cristal. La striscia positiva dei biancoverdi proseguì anche nella partita successiva: fu questa volta il Peñarol (2-0) a lasciare lo scalpo in Colombia. Alla prima di ritorno, nel match di Montevideo sempre la squadra uruguaiana venne spazzata via da un prorompente 0-4 del club cafetero, il quale divenne certo della qualificazione agli ottavi di finale in seguito alla vittoria per 1-0 in Perù alla giornata seguente. L'Atlético Nacional, visto il pareggio casalingo a reti bianche contro l'Huracán all'ultimo turno, concluse la fase a gruppi primeggiando con un distacco di otto punti dal secondo posto (Nacional: 16; Huracán: 8).
Il primo turno delle eliminatorie per il Nacional fu un rematch di quanto visto nel girone, infatti le urne lo misero di fronte all'Huracán. Dopo lo 0-0 dell'andata, grazie al pirotecnico 4-2 del ritorno i colombiani si guadagnarono l'accesso ai quarti, dove trovarono un caparbio Rosario Central, che si aggiudicò per 1-0 la sfida del Gigante de Arroyito. A tutt'altro spettacolo si assistette invece, 8 giorni più tardi, al Girardot, infatti il Nacional dominò e vinse 3-1, approdando alle semifinali. Per effetto del 4-1 totale rifilato ai brasiliani del San Paolo (2-0 all'andata e 2-1 al ritorno), l'Atlético Nacional si qualificò alla finale del torneo, 21 anni dopo l'ultima volta.

### Tabella riassuntiva del percorso
Nota: in ogni risultato della tabella sottostante, il risultato della squadra di casa è menzionato per primo (C: Casa; T: Trasferta).
L'Independiente ha affrontato un turno preliminare contro il Club Guaraní, superato con il risultato di 3-3 (gfc).
| Squadra                 | Pt | G |
| ----------------------- | -- | - |
| Atlético Mineiro        | 13 | 6 |
| Independiente del Valle | 11 | 6 |
| Colo-Colo               | 9  | 6 |
| Melgar                  | 0  | 6 |

| Squadra           | Pt | G |
| ----------------- | -- | - |
| Atlético Nacional | 16 | 6 |
| Huracán           | 8  | 6 |
| Peñarol           | 5  | 6 |
| Sporting Cristal  | 4  | 6 |

## La finale

### Andata

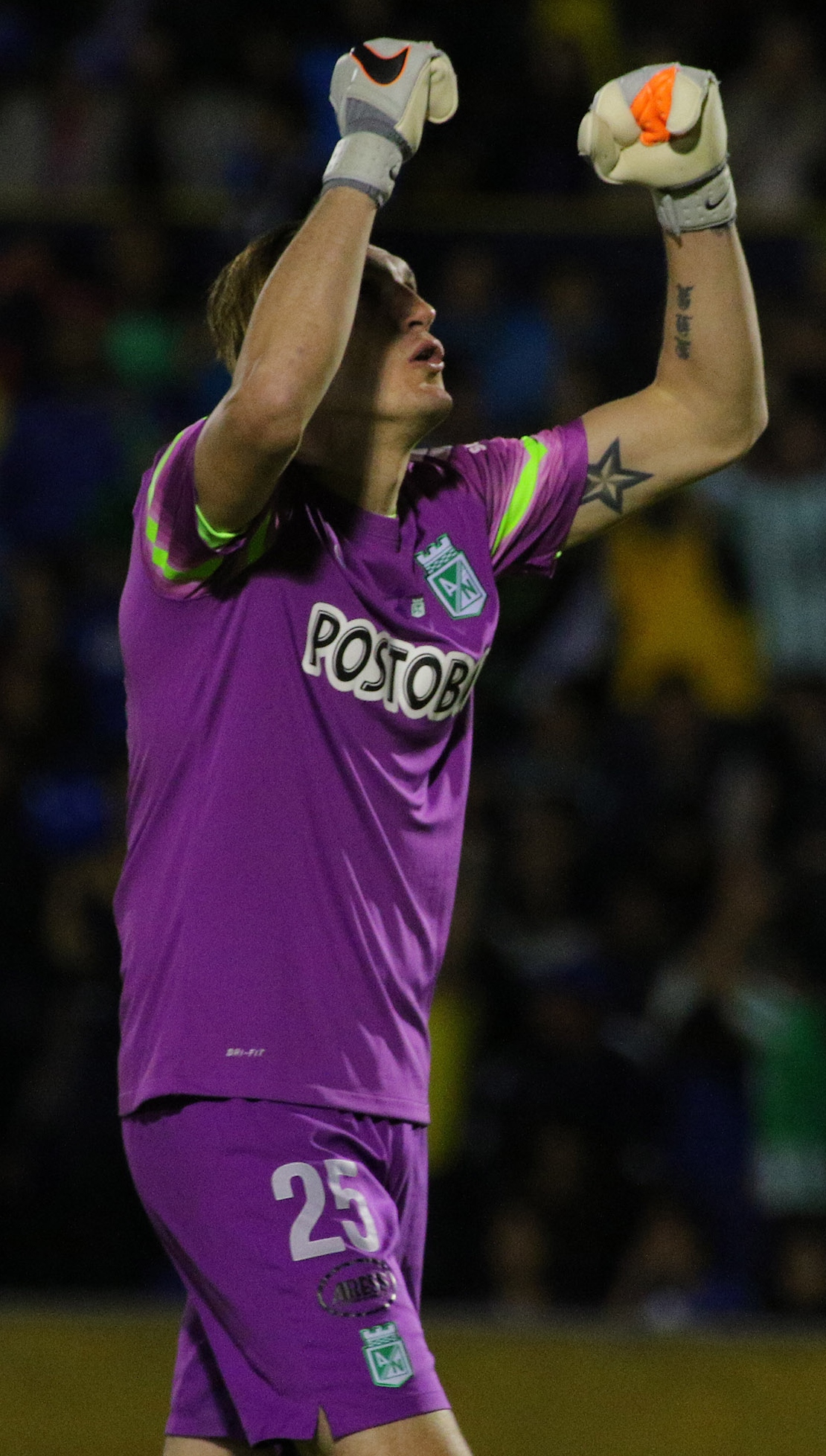
Armani che esulta durante la finale d'andata.

Per la partita di andata, giocata in casa dell'Independiente, si registrò un'affluenza di 39 000 spettatori, che per l'occasione gremirono ogni posto a sedere dell'Olimpico. Il tecnico degli ecuadoriani, l'uruguaiano Pablo Repetto, si presentò alla sfida con un 4-2-3-1: capitan Azcona in porta; in difesa, sulle fasce Emiliano Tellechea e Christian Núñez, centrali il numero 4 "Kunty" Caicedo e il numero 3 Mina Meza. In mediana, con il compito di diventare "difensori aggiunti", Orejuela e Rizotto, alle spalle del trio di trequartisti composto da Cabezas, Sornoza e Julio Angulo. Unica punta, il numero 19 José Angulo. Reinaldo Rueda, mister del Nacional, davanti al numero 1 Franco Armani (il quale due anni dopo vincerà la Coppa Libertadores, con addosso la casacca del River Plate) delineò invece un 4-3-3 offensivo, con in difesa (da sinistra) Farid Díaz, il capitano Alexis Henríquez, il 20enne Davinson Sánchez (promesso sposo dei top club europei) e il numero 2 Daniel Bocanegra. Mezz'ali Pérez e Arias, alle spalle del numero 10, il trequartista Macnelly Torres. In attacco, le ali Moreno e Orlando Berrío, e come terminale il colombiano Miguel Borja.
La gara fu fin da subito molto dura sul piano fisico: già al 2º minuto infatti Rizotto aveva falciato un giocatore avversario con un intervento al limite del regolamento, giudicato non passibile di ammonizione dall'arbitro, il paraguaiano Enrique Cáceres. La prima occasione giunse molto presto, al 4º minuto, una bella azione dell'Independiente sfociata in un tiro largo per centimetri, e non si fece attendere più di tanto neanche il primo squillo del Nacional, che al 6º minuto impegnò Azcona in un grande intervento per impedire la rete ospite. Tuttavia, dopo un inizio spumeggiante lo spettacolo divenne molto più scarso, le due squadre infatti per un bel pezzo non crearono più azioni degne di nota, salvo un colpo di testa di Mina Meza respinto senza neanche troppi problemi da Armani. Al 36', però, ecco che Berrío ricevette palla da Torres spalle alla porta, resisté alla carica di due avversari e sparò, dal limite dell'area, un destro imprendibile per Azcona, siglando il gol dello 0-1. La grande azione del colombiano concesse il vantaggio all'intervalo al Nacional.
I primi minuti del secondo tempo viaggiarono sugli stessi binari del primo, e cioè pochissime giocate e ancor meno occasioni da gol. A provarci furono Cabezas, Torres e Julio Angulo, tutti e tre senza alcun successo, poi il gioco entrò in una fase ricca di errori e di infrazioni, durata per la maggioranza del tempo rimanente. Ormai ci si sarebbe potuti aspettare, data la scarsa pericolosità dell'Independiente, una vittoria degli ospiti, ma evidentemente non era dello stesso avviso Mina Meza: all'87', sugli sviluppi di un calcio d'angolo, prima costrinse Armani a prodigarsi in una parata miracolosa per salvare la porta dalla sua incornata, e poi, sull'azione dopo, mise il piede su un cross perfetto dalla trequarti, superando Armani (bravissimo nel bloccare due conclusioni prima del tap-in vincente di Mina Meza) e facendo esplodere i tifosi neroblu sulle tribune. Dunque, il risultato finale fu di 1-1, rimandando tutto alla sfida della settimana dopo.

### Ritorno
Davanti alla coreografia mozzafiato organizzata dai supporters biancoverdi, al ritorno il Nacional scese in campo così: 4-2-3-1, fondato sulla stessa identica difesa della gara d'andata (quindi Armani fra i pali, Díaz a sinistra, capitan Alexis Henríquez e Davinson Sánchez al centro e Bocanegra a destra). Davanti a loro due mediani di fatica come il venezuelano Alejandro Guerra, subentrato al 76' della sfida della settimana prima, e Alexander Mejía, chiamati ad azionare con i loro passaggi le tre mezzepunte (Moreno, Torres e Berrío), alle spalle di Borja. Totalmente speculare rispetto all'andata, invece, l'undici degli ospiti.
Dopo neanche venti secondi di gioco (per l'esattezza 18 secondi dal fischio d'inizio dell'arbitro argentino Néstor Pitana), un preciso lancio in profondità da circa metà campo colse di sorpresa la difesa dell'Independiente: con uno scatto bruciante Borja lasciò sul posto il suo marcatore (Mina Meza), si involò in solitaria e si presentò, solissimo, davanti ad Azcona. Il portiere, però, venne inspiegabilmente graziato dal poco killer instinct dimostrato dal numero 23, il quale spedì clamorosamente il pallone altissimo. Non ci volle molto ai Criollos, tuttavia, per far valere il proprio dominio: 9º minuto, calcio di punizione interessante da circa 35 metri. Il cross di Torres non venne toccato da nessuno e centrò il palo destro, ma sulla respinta si avventò lestamente proprio Borja, che fece esplodere di gioia i 47 000 del Girardot. L'aver subìto gol così presto spense qualcosa nell'animo dei giocatori negriazul, che faticavano enormemente a produrre gioco e opportunità di pareggio. La partita si fece sempre più serrata e fallosa con il passare dei minuti, saranno perciò ben 3 i gialli sventolati dall'arbitro nei primi 45 minuti, e due giocatori (uno per parte) uscirono acciaccati da uno di questi duelli. Non fu certo una partita spettacolare, si dovette aspettare infatti sino al 35' per assistere ad un'altra occasione, quando José Angulo gettò al vento una buona azione costruita dai suoi tirando sopra la traversa da ottima posizione. La seconda parte del match si aprì così come era finita la prima, cioè un buon Independiente ma mai pericoloso contro un Nacional sugli scudi, che ebbe fra l'altro le migliori occasioni della frazione, a cominciare da quella sprecata da Berrío al 53', un tiro al lato di un niente a portiere battuto. Al 62' la conclusione di Borja si spense ad un passo dal palo sinistro. La spinta degli ospiti si andò via via affievolendo, e anzi diventarono i verdolagas quelli a premere sull'acceleratore, per segnare il 2-0, trovando però sulla loro strada la superlativa opposizione di Azcona, bravissimo sulla violenta botta del numero 23. Negli ultimi minuti, come ci si aspettava, il Nacional prese possesso della sfera e la mantenne fino al fischio finale. Con questa vittoria i colombiani salirono a 2 trionfi nella competizione, mentre l'Independiente uscì a testa altissima da un'impresa che, nonostante l'epilogo, sarebbe stata ricordata per sempre negli annali del calcio.

### Tabellini

#### Andata
| Arbitro: | Enrique Cáceres |

|               |           |            |
| Mina Meza 87’ | Marcatori | 36’ Berrío |

| Independiente del Valle | Atlético Nacional |

|               |    |                         |  |
|               |    |                         |  |
| P             | 1  | Azcona Salinas          |  |
| D             | 23 | Emiliano Tellechea      |  |
| D             | 4  | Luis Caicedo Medina 79’ |  |
| D             | 3  | Arturo Mina Meza 87’    |  |
| D             | 20 | Christian Núñez 44’     |  |
| C             | 18 | Jefferson Orejuela      |  |
| C             | 15 | Mario Rizotto 58’       |  |
| C             | 11 | Bryan Cabezas 70’       |  |
| C             | 10 | Junior Sornoza          |  |
| C             | 17 | Julio Angulo 70’        |  |
| A             | 19 | José Angulo 87’         |  |
| Sostituzioni: |    |                         |  |
| P             | 22 | Javier Nazareno         |  |
| D             | 2  | Luis León               |  |
| D             | 6  | Luis Ayala Brucil       |  |
| C             | 27 | Dixon Arroyo            |  |
| C             | 16 | Jonathan González 70’   |  |
| A             | 7  | Jonny Uchuari 70’       |  |
| A             | 25 | Miller Castillo 87’     |  |
| Allenatore:   |    |                         |  |
| Pablo Repetto |    |                         |  |

| P              | 25 | Franco Armani              |
| D              | 19 | Farid Díaz                 |
| D              | 12 | Alexis Henríquez           |
| D              | 26 | Davinson Sánchez 80’       |
| D              | 2  | Daniel Bocanegra           |
| C              | 24 | Sebastián Pérez 20’ 76’    |
| C              | 10 | Macnelly Torres 80’        |
| C              | 8  | Diego Arias                |
| A              | 29 | Marlos Moreno 89’          |
| A              | 23 | Miguel Borja               |
| A              | 28 | Orlando Berrío 36’         |
| Sostituzioni:  |    |                            |
| P              | 1  | Cristian Bonilla           |
| D              | 3  | Felipe Aguilar             |
| D              | 6  | Edwin Velasco              |
| C              | 18 | Alejandro Guerra 76’ 90+4’ |
| C              | 14 | Elkin Blanco 80’           |
| A              | 11 | Andrés Ibargüen 89’        |
| A              | 4  | Ezequiel Rescaldani        |
| Allenatore:    |    |                            |
| Reinaldo Rueda |    |                            |

#### Ritorno
| Arbitro: | Néstor Pitana |

|          |           |  |
| Borja 9’ | Marcatori |  |

| Atlético Nacional | Independiente del Valle |

|                |    |                               |  |
|                |    |                               |  |
| P              | 25 | Franco Armani                 |  |
| D              | 19 | Farid Díaz                    |  |
| D              | 12 | Alexis Henríquez              |  |
| D              | 26 | Davinson Sánchez              |  |
| D              | 2  | Daniel Bocanegra              |  |
| C              | 13 | Alexander Mejía               |  |
| C              | 18 | Alejandro Guerra 40’ 89’      |  |
| C              | 29 | Marlos Moreno 77’             |  |
| C              | 10 | Macnelly Torres               |  |
| C              | 28 | Orlando Berrío                |  |
| A              | 23 | Miguel Borja 9’ 74’ 81’       |  |
| Sostituzioni:  |    |                               |  |
| P              | 30 | Martínez Rodríguez            |  |
| D              | 5  | Francisco Nájera              |  |
| D              | 6  | Edwin Velasco                 |  |
| C              | 22 | Gilberto García               |  |
| C              | 8  | Diego Arias 89’               |  |
| A              | 4  | Ezequiel Rescaldani 81’ 90+3’ |  |
| A              | 11 | Andrés Ibargüen 77’           |  |
| Allenatore:    |    |                               |  |
| Reinaldo Rueda |    |                               |  |

| P             | 1  | Azcona Salinas            |
| D             | 23 | Emiliano Tellechea 88’    |
| D             | 4  | Luis Caicedo Medina 90+3’ |
| D             | 3  | Arturo Mina Meza          |
| D             | 20 | Christian Núñez           |
| C             | 15 | Mario Rizotto 29’         |
| C             | 18 | Jefferson Orejuela        |
| C             | 11 | Bryan Cabezas             |
| C             | 10 | Junior Sornoza 44’ 46’    |
| C             | 17 | Julio Angulo 72’          |
| A             | 19 | José Angulo               |
| Sostituzioni: |    |                           |
| P             | 22 | Javier Nazareno           |
| D             | 2  | Luis León                 |
| D             | 6  | Luis Ayala Brucil         |
| C             | 27 | Dixon Arroyo              |
| C             | 16 | Jonathan González 72’     |
| A             | 7  | Jonny Uchuari 46’         |
| A             | 25 | Miller Castillo 88’       |
| Allenatore:   |    |                           |
| Pablo Repetto |    |                           |